# Dipendra av Nepal
Dipendra Bir Bikram Shah Dev, född 27 juni 1971 i Kathmandu, död 4 juni 2001 i Kathmandu, var kung av Nepal från 1 juni till 4 juni 2001. Han var son till Birendra och Aishwarya.
Dipendra blev tekniskt sett monark efter att ha mördat sin far kung Birendra (regent 1972–2001) och större delen av sin familj i en massaker. Dipendra, som efter massakern sköt sig själv, låg i koma fram till dess han avled tre dagar senare. Massakern sägs ha uppstått efter ett långvarigt bråk om Dipendras val av hustru.